# Tiểu thử
Tiểu thử (tiếng Hán: 小暑; bính âm: ‘‘xiǎoshǔ’’) là một trong 24 tiết khí của các lịch Trung Quốc, Việt Nam, Nhật Bản, Triều Tiên. Nó thường bắt đầu vào khoảng ngày 7 hay 8 tháng 7 dương lịch, khi Mặt Trời ở xích kinh 105° (kinh độ Mặt Trời bằng 105°). Đây là một khái niệm trong công tác lập lịch của các nước Đông Á chịu ảnh hưởng của nền văn hóa Trung Quốc cổ đại. Ý nghĩa của tiết khí này, đối với vùng Trung Hoa cổ đại, là Nóng nhẹ.
Theo quy ước, tiết tiểu thử là khoảng thời gian bắt đầu từ khoảng ngày 7 hay 8 tháng 7 khi kết thúc tiết hạ chí và kết thúc vào khoảng ngày 22 hay 23 tháng 7 trong lịch Gregory theo các múi giờ Đông Á khi tiết đại thử bắt đầu.
Lịch Trung Quốc, cũng như lịch ở các nước Đông Á cổ đại bao gồm Việt Nam, bị nhiều người lầm là âm lịch thuần túy, dẫn đến ngộ nhận về việc tiết khí nói chung và tiểu thử nói riêng được tính theo chu kỳ của Mặt Trăng quay xung quanh Trái Đất. Trên thực tế lịch Trung Quốc cổ đại là một loại âm dương lịch, trong đó tiết khí, từ thời Hán Vũ Đế, đã được tính theo vị trí của Trái Đất trong chu kỳ chuyển động trên quỹ đạo xung quanh Mặt Trời. Theo cách tính hiện đại, với điểm xuân phân là gốc có kinh độ Mặt Trời bằng 0°, thì điểm diễn ra hay bắt đầu tiết tiểu thử ứng với kinh độ Mặt Trời bằng 105°. Ngày bắt đầu tiết tiểu thử do vậy được tính theo cách tính của dương lịch hiện đại và nó thông thường rơi vào ngày 7 hay 8 tháng 7 dương lịch tùy theo từng năm. Ở Nam bán cầu, tiết tiểu thử kéo dài từ 5 hay 6 tháng 1 cho đến 20 hay 21 tháng 1. Tiết khí đứng ngay trước tiểu thử là hạ chí và tiết khí kế tiếp sau là đại thử.